# 新港镇 (芜湖市)
新港镇，是中华人民共和国安徽省芜湖市繁昌区下辖的一个乡镇级行政单位。新港镇位于繁昌区西北部，东邻繁阳镇，南接荻港镇，西望鸠江区天然洲，北连芜湖三山经济开发区，属江南丘陵地貌，半山半圩。镇域面积34.7平方公里，人口2.13万人。

## 行政区划
新港镇下辖以下地区：
新荷社区、新东村、克里村和克山村。